# الباري جروب
الباري جروب هي وسيط لتداول العملات الأجنبية والمعادن الثمينة والعقود مقابل الفروقات (CFD) ذات سجل من الإعسار والصعوبات التنظيمية. بعد مغادرة ديميتريوس أ. زمبوغلو الشركة بدات المجموعة بالتدهور، ولاحقا تم تسجيلها في المملكة المتحدة كجهة مفلسة في 19 يناير 2015 بعد سلسلة خسائر فادحة في تداول الفرنك السويسري مقابل اليورو في أبريل 2015، تم إلغاء عضوية NFA الأمريكية للشركة، مما منعهم من تقديم خدماتهم في الولايات المتحدة.
الشركة مرخص لها بالتداول في:
- بيلاروسيا[4]
- سانت فينسنت والغرينادين[5]

تم تسجيل الشركة في سانت فنسنت وجزر غرينادين. تقدم الشركة، والتي تحمل حاليا عنوانًا في لندن، خدمات البحث والتحليل فقط وليست مرخصة للتجارة.
الشركة مملوكة لأندريه فاليريفيتش داشين الذي يملك أيضًا وسيط تداول العملات الأجنبية FXTM المعروف باسم فوريكستايم.